# Gaochang
Gaochang (in cinese 高昌S, GāochāngP), chiamata anche Karakhoja, Qara-hoja, Kara-Khoja, è un'antica città costruita nel I secolo a.C. nel deserto di Taklamakan nella provincia dello Xinjiang in Cina. 
La città si sviluppò come centro commerciale lungo la via della seta; venne abbandonata verso la fine del XV secolo. A 6 km circa dall'antica città si trovano le tombe di Astana, una serie di tombe sotterranee utilizzate dagli abitanti di Gaochang per circa 600 anni, dal 200 all'800.